# Antonio Dorini
Antonio Dorini fue un deportista italiano que compitió en bobsleigh. Ganó una medalla de oro en el Campeonato Mundial de Bobsleigh de 1930, en la prueba cuádruple.

## Palmarés internacional
| Campeonato Mundial | Campeonato Mundial        | Campeonato Mundial | Campeonato Mundial |
| Año                | Lugar                     | Medalla            | Prueba             |
| ------------------ | ------------------------- | ------------------ | ------------------ |
| 1930               | Caux-sur-Montreux (Suiza) | Medalla de oro     | Cuádruple          |